# 阿瑟·本特利
阿瑟·本特利（英語：Arthur Fisher Bentley，1870年10月16日—1957年5月21日），美国政治学家和哲学家，生于伊利诺伊州弗里波特，卒于印地安纳州保利，约翰斯·霍普金斯大学学士和博士，曾先后在芝加哥大学和哥伦比亚大学任教，从事过报社编辑工作，第一次世界大战期间参与红十字会，1924年美国进步党参议员罗伯特·拉福莱特参选总统时负责印第安纳州的竞选活动，1908年出版作品《政府的过程》，曾与约翰·杜威合作，他研究的领域涉及认识论、逻辑和语言学，为发展政治科学的行为主义方法论做出了贡献。